# Mortadella di Campotosto
Mortadella di Campotosto ist eine Wurst, die in begrenzten Mengen in der Gemeinde Campotosto in den  Abruzzen hergestellt wird.

## Geschichte

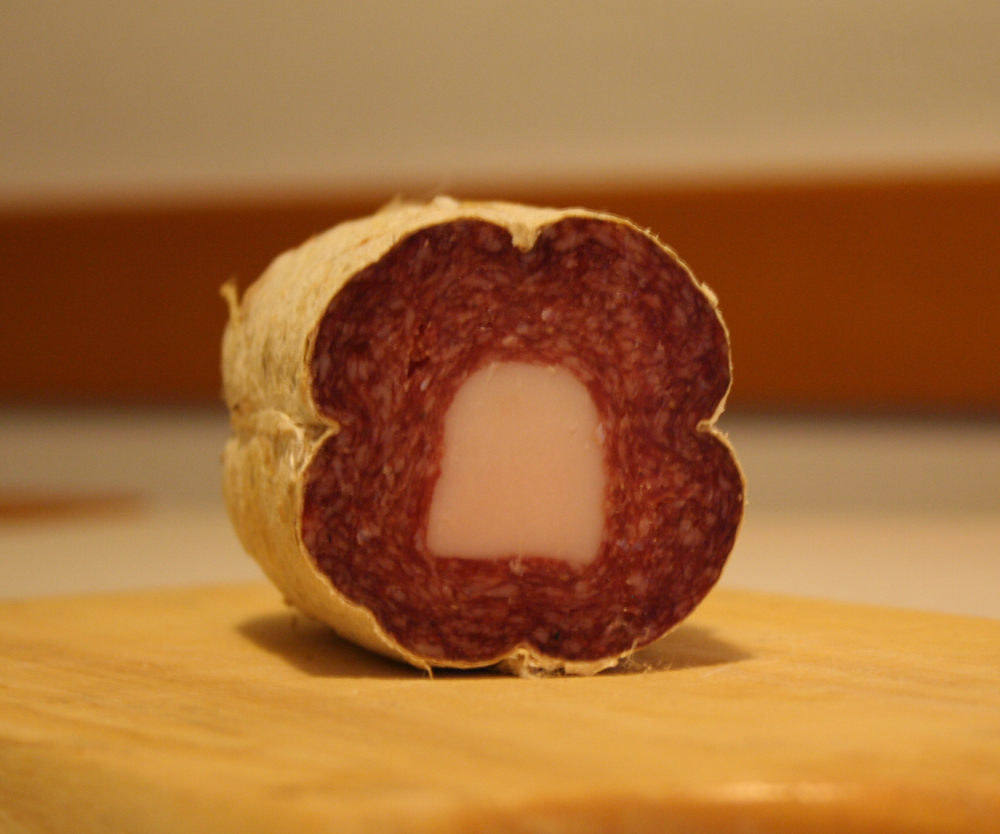
Innenansicht der Wurst mit dem charakteristischen Lardostreifen in der Mitte

Eine Zeit lang beanspruchte die Stadt Amatrice die Rechte an der Wurst, da sie im 
Mittelalter die Region Campotosto und die umliegenden Städte beherrschte. Die Tradition der Mortadella aus Campotosto ist sehr alt, man geht davon aus, dass das Rezept mehr als 500 Jahre alt ist. Nur wenige Einwohner von Campotosto führen die Tradition dieser Mortadella fort.

## Beschreibung
Die Mortadella di Campotosto wird ausschließlich aus dem Fleisch von Schweinen hergestellt, die von Bauern in den Monti della Laga gezüchtet werden. Sie hat eine runde Form und traditionell ein Gewicht von 330 g. Sie ist feinkörnig und innen mit einem Streifen Lardo über die gesamte Länge durchzogen, was sie von anderen Wurstwaren unterscheidet. Beim Anschneiden ist der Querschnitt rosa, der mittlere Streifen ist weiß.
Die Zubereitung der Wurst erfolgt wie folgt:
- sehr feines Wolfen des Fleisches;
- würzen mit Salz, schwarzem Pfeffer und Weißwein;
- reift mindestens 24 Stunden in einem Holzbehälter (Scifone genannt) oder Stahlbehälter. Die Mischung wird dabei  mehrmals mit einem Aufguss aus Nelken und Zimt verrührt.

Die Füllung erfolgt manuell, wobei die Hülle um die Mischung genäht wird. Ein kleiner Weinstock wird an der Unterseite der Wurst platziert, um die Schnur darum zu wickeln, da diese sich während des Reifeprozesses löst. Das Produkt ist drei Monate nach der Herstellung verzehrfertig.